# Fotogrammi d'argento 1990
La 40ª edizione dei Fotogrammi d'argento, assegnati dalla rivista spagnola di cinema Fotogramas, si è svolta il 17 febbraio 1990.
La cerimonia è stata presentata da Antonio Resines e Santiago Ramos Sánchez.

## Premi e candidature

### Miglior film spagnolo
- Il bambino della luna (El niño de la luna), regia di Agustí Villaronga

### Miglior film straniero
- Le relazioni pericolose (Dangerous Liaisons), regia di Stephen Frears  ·   Regno Unito /  Stati Uniti

### Miglior attrice cinematografica
- Victoria Abril - Se ti dico che sono caduto (Si te dicen que caí)
- Rafaela Aparicio - Il mare e il tempo (El mar y el tiempo) e Svegliati, che non è poco (Amanece, que no es poco)
- Verónica Forqué - Bajarse al moro e El baile del pato
- Ángela Molina - Squillace (Esquilache) e Las cosas del querer

### Miglior attore cinematografico
- Jorge Sanz - Se ti dico che sono caduto (Si te dicen que caí)
- Manuel Bandera - Las cosas del querer
- Antonio Banderas - Bajarse al moro e Se ti dico che sono caduto (Si te dicen que caí)
- Juan Echanove - El vuelo de la paloma, Viento de colera e Bajarse al moro

### Miglior interprete televisivo
- Francisco Rabal - Juncal
- Imanol Arias - Brigada Central e El Lute
- Mónica Randall - El septimo cielo
- Tricicle - 3 estrellas

### Miglior interprete teatrale
- La Cubana - Comeme el coco, negro
- Ana Belén - Amleto
- Imanol Arias - Comedia sin titulo
- Jose Luis Gomez - Amleto